# Sestra

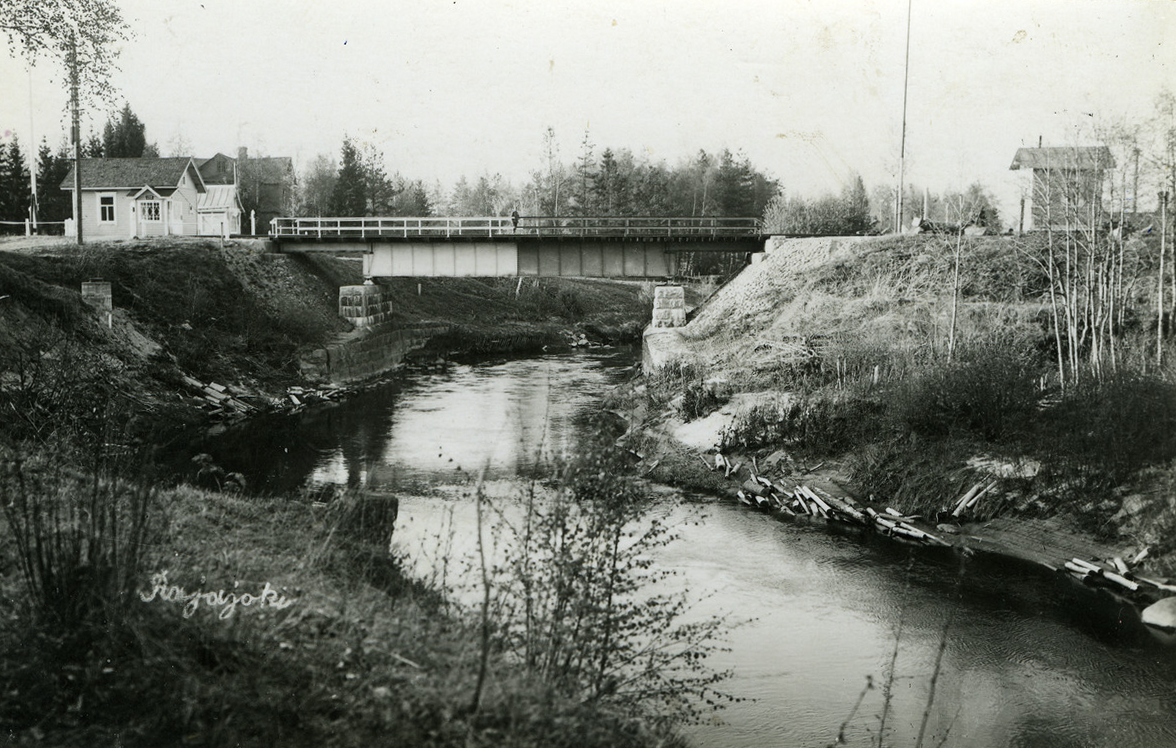
Sestra in de jaren twintig; Finland ligt links, Rusland rechts

De Sestra (Russisch: Сестра; Fins: Rajajoki of Siestarjoki; Zweeds: Systerbäck) is een 74 kilometer lange rivier gelegen in Karelië in de Russische Oblast Leningrad. De Russische naam van de rivier luidt Сестра, wat 'Zuster' betekent, de Zweedse naam is Systerbäck (Zusterbeek), terwijl de Finnen spreken van 'Rajajoki', oftewel 'Grensrivier'. De Sestra, op de grens tussen Karelië en Ingermanland, vormde namelijk van 1323 tot 1721 de grens tussen Zweden en Rusland. Vanaf dat jaar viel het stroomgebied van de rivier alleen nog in Rusland, maar van 1812 tot 1944 deelde Rusland de rivier met Finland en was dat de natuurlijke grens. Vandaag de dag ligt de rivier volledig in Rusland. 
De oorsprong ligt halverwege de Finse Golf en het Ladogameer, in beboste moerassen ten westen van het dorp Lembolovo. Het stroomgebied is 393 km², het verval bedraagt 143 meter. De rivier is onbevaarbaar. 
Tot 1714 was de monding rechtstreeks in de Finse Golf. In dat jaar werd een dam gemaakt en ontstond een meer om een munitiefabriek in Sestrorezk van water te voorzien. Het ontstane meer is 10,6 km² groot en 2 meter diep. Door kunstmatig opgeworpen duinen is het meer van de zee gescheiden. De afwatering gebeurt via een 4,8 km lang kanaal waarmee de waterstand wordt geregeld.

## Afbeeldingen

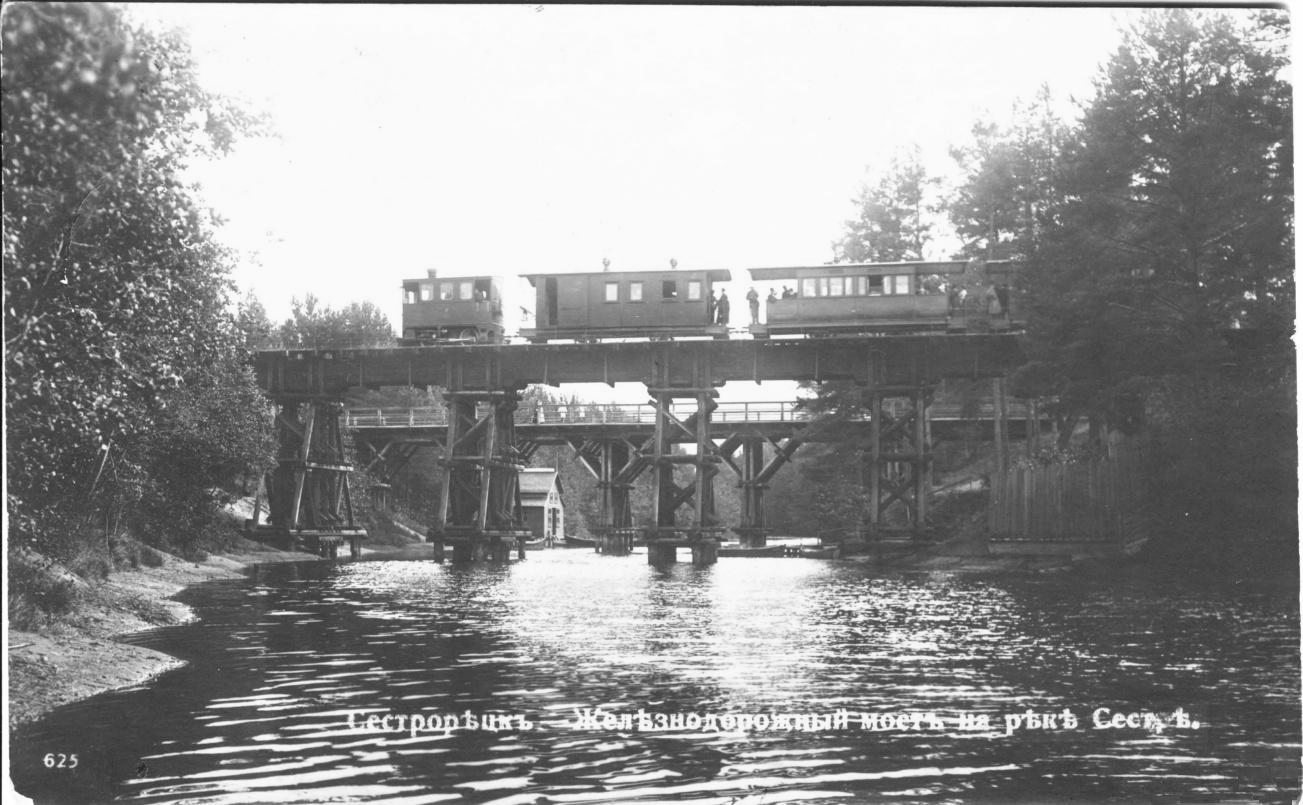
Spoorbrug bij Sestroretsk, begin 20e eeuw
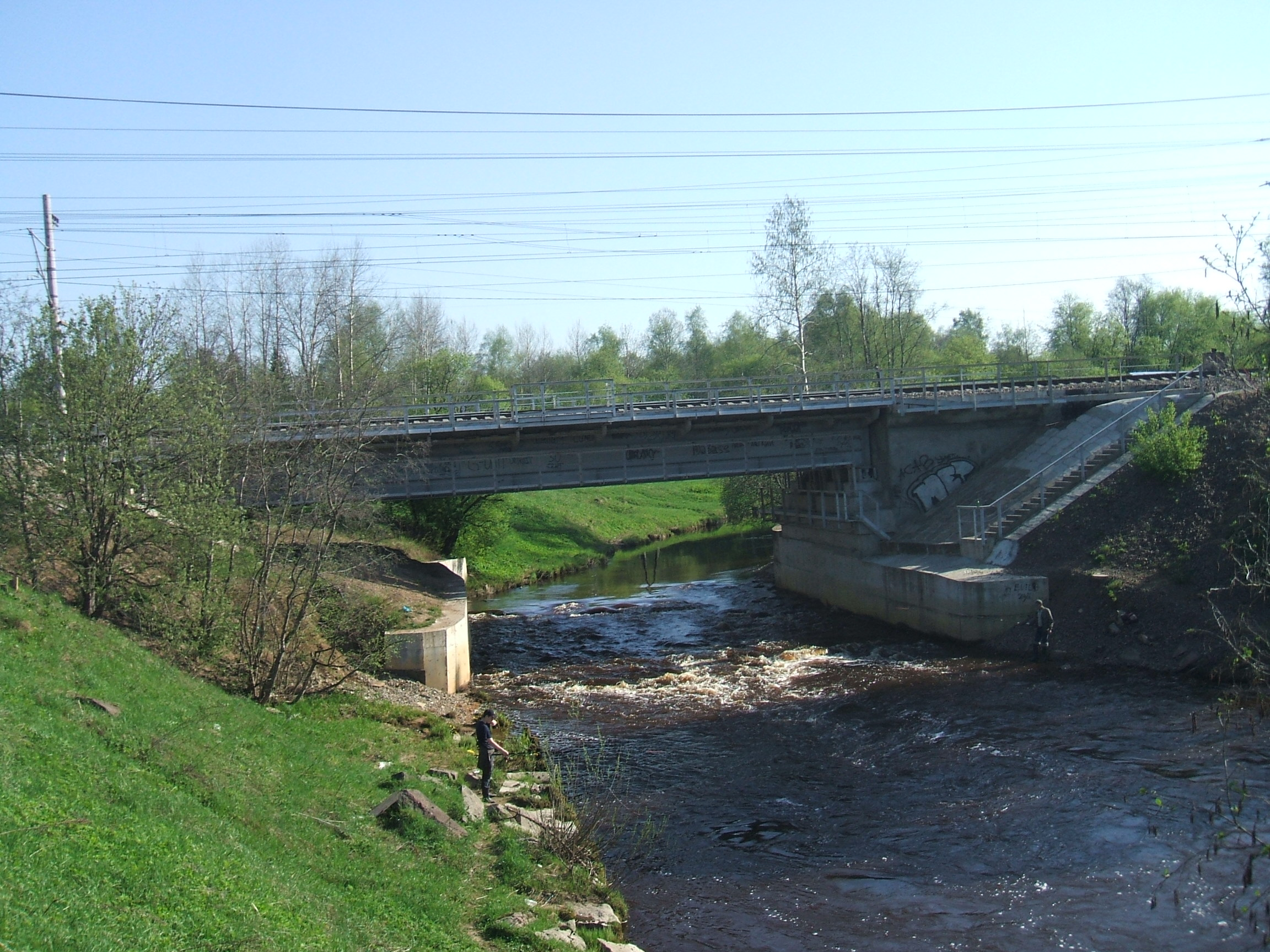
Spoorbrug van Beloostrov
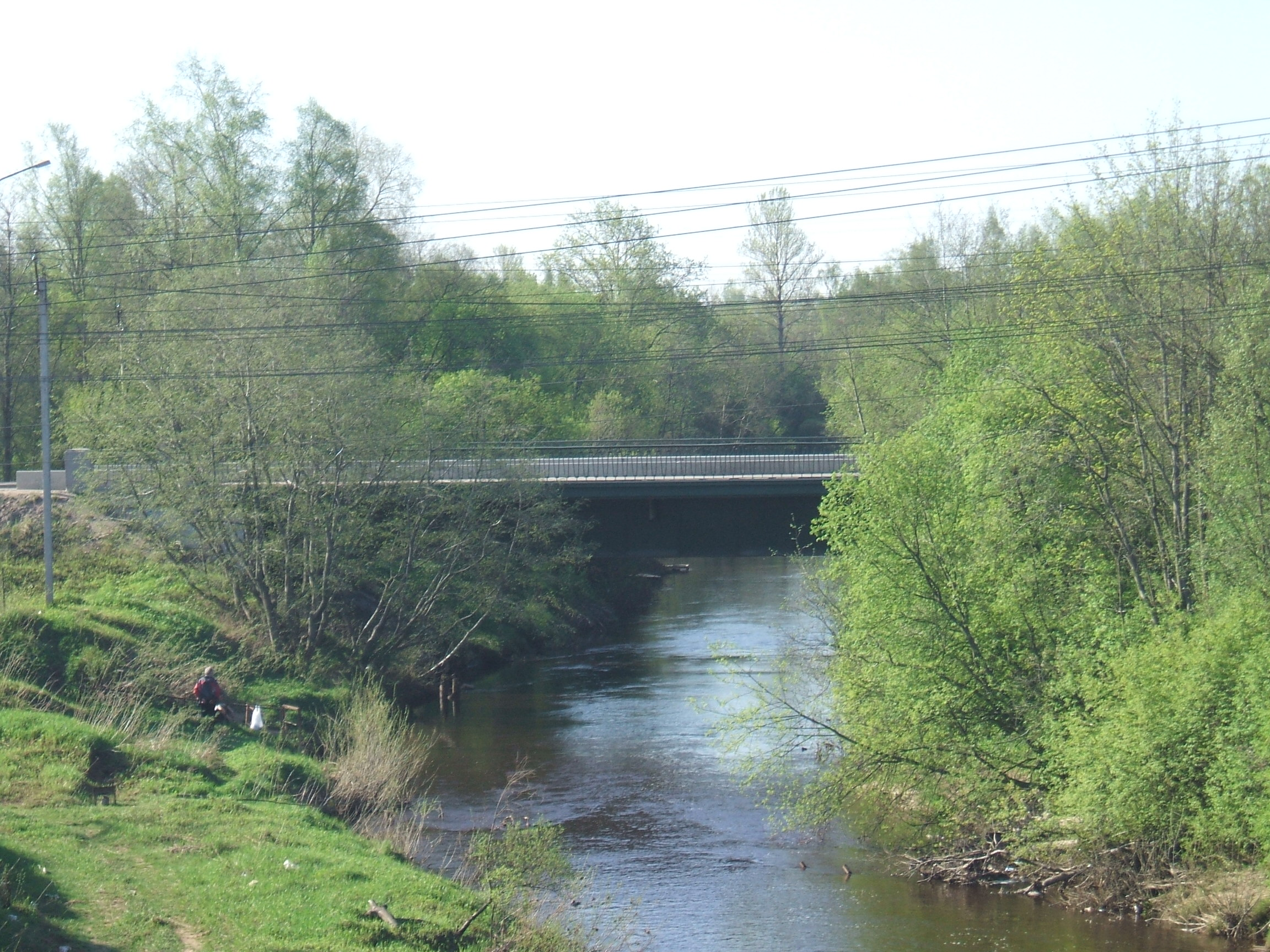
Autobrug Belo-ostrov
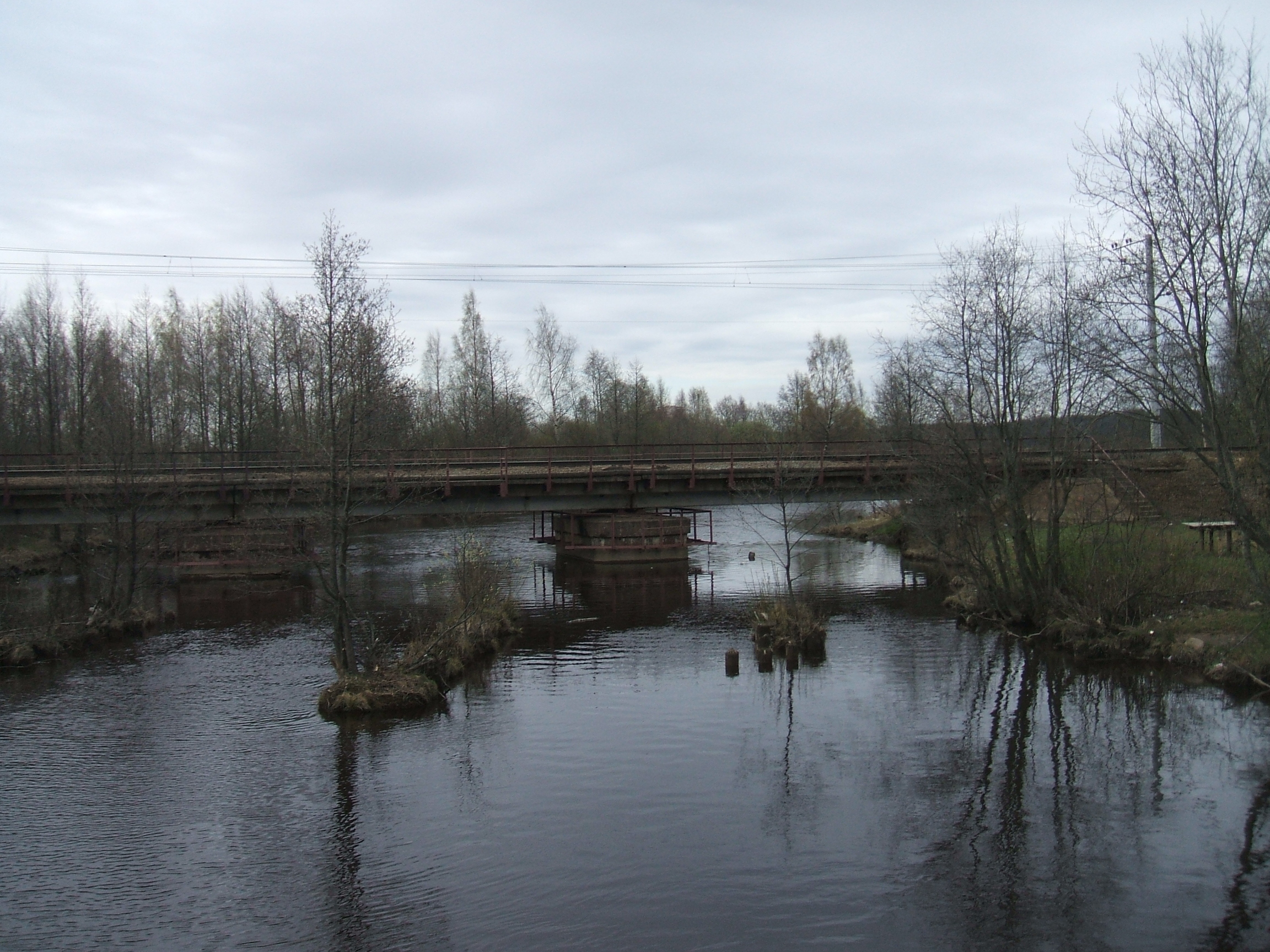
Spoorbrug nabij Sestroretsk